# 아에로멕시코
아에로비아스데메히코(스페인어: Aerovías de México, S.A. de C.V. →멕시코 비행기)는 멕시코 최대의 항공사로, 약어인 아에로멕시코(스페인어: Aeroméxico 아에로메히코)의 이름으로 주로 불린다. 멕시코시티를 중심으로 국내선 노선과 아메리카, 유럽, 아시아를 연결하는 노선을 운영하고 있다.

## 역사
1934년에 설립했으며, 당시 미국 팬암의 도움을 받아 성장하게 되었다. 1950년대에 더글러스 DC-4 기종을 도입했고, 1960년대에 더글러스 DC-8 기종을 도입했다. 1970년대에 맥도넬더글러스 DC-9 기종을 도입했으며 같은 해 맥도넬더글러스 DC-10을 도입해 국제선에 투입했다. 1990년대 걸프 전쟁에 따른 유가 상승으로 어려움에 직면했음에도 불구하고 보잉 767를 도입해 유럽, 미국 국제선 노선에 투입했다. 하지만 2000년대 들면서 멕시카나 항공과 마찬가지로 볼라리스 항공과 인터제트가 멕시코의 저가 항공사가 등장하면서 실적 부진으로 심각한 부채에 시달리게 되었다. 2007년 10월 17일 당시 최대 주주인 멕시코 정부가 경영권을 시티그룹의 현지 계열사인 피난치에로 바나멕스 그룹에 매각했다. 당시 입찰에서 기업인인 모이세 사바 마스리가 시티그룹보다 더 높은 가격을 제시해 인수가 유력했다. 하지만 그가 마감 시각보다 늦게 도착하는 바람에 시티그룹으로 넘어갔다. 현재 아에로멕시코는 국내선 시장의 경우 자회사인 아에로멕시코 커넥트와 함께 시장 점유율 1위에 올라 있다.
대한민국 취항 이전에는 대한항공의 인천 - LA 노선에 코드셰어만 걸고 있었다. 2017년 7월 3일에 인천 - 멕시코시티 직항을 취항하여 대한민국에 정식으로 진출했으며, B787-8이 투입된다. 멕시코시티 국제공항이 고지대에 있는 특성상 운항 초기에는 인천 출발편만 무기착하고 멕시코시티 출발편만 몬테레이에서 중간 기착해서 인천으로 가는 여정이었으나, 대한민국 취항 2주년을 맞이하는 2019년 7월 2일부터 멕시코시티 출발편도 인천까지 무기착으로 운항한다. 2022년 러시아의 우크라이나 침공의 여파로 사할린 항로 운항이 어려워져 2022년 6월부터 운휴에 들어갔다가, 2024년 8월부터 인천 - 멕시코시티 노선의 운항을 재개하고 멕시코시티 출발편의 몬테레이 중간 기착도 재개한다.

## 운항 노선
- 2012년 7월 기준으로 아에로멕시코는 다음과 같은 노선을 운항하고 있다.

### 코드셰어 협정
- 아에로멕시코는 다음과 같은 항공사와 코드셰어를 하고 있다.[4]

| - GOL 항공 - KLM (스카이팀) - LATAM 브라질 - LATAM 칠레 - 가루다 인도네시아 항공 (스카이팀) - 대한항공 (스카이팀) - 델타 항공 (스카이팀) - 버진 아틀란틱 - 아르헨티나 항공 (스카이팀) - 아비앙카 항공 (스타 얼라이언스) | - 아에로플로트 (스카이팀) - 에어 유로파 (스카이팀) - 에어 프랑스 (스카이팀) - 엘알 이스라엘 항공 - 웨스트 제트 - 일본항공 (원월드) |  |

## 보유 기종

### 현재 사용하는 기종
- 2021년 2월 기준으로 아에로멕시코는 다음의 항공기를 보유하고 있으며, 전량 보잉의 기체를 운용한다.[6]

## 사진

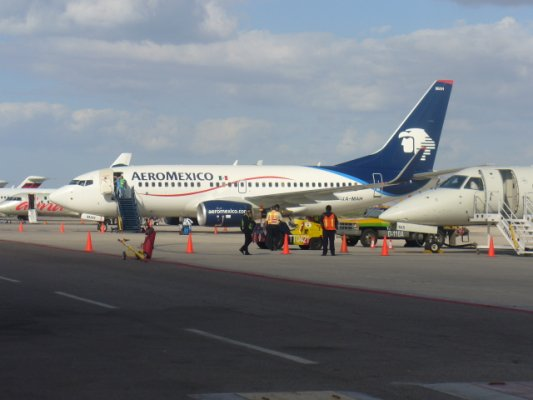
아에로멕시코의 보잉 737-700
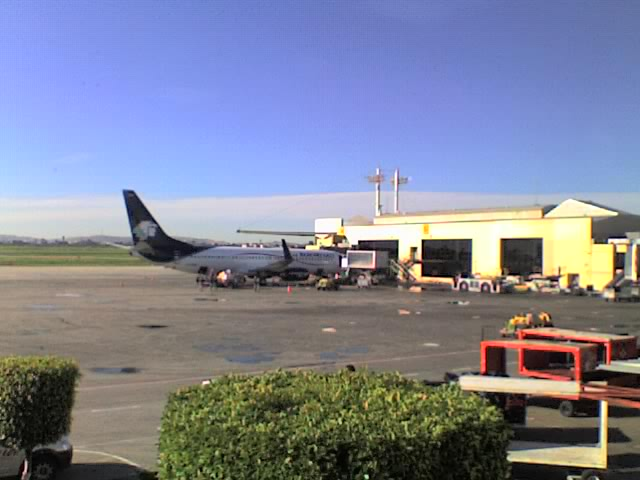
아에로멕시코의 보잉 737-800
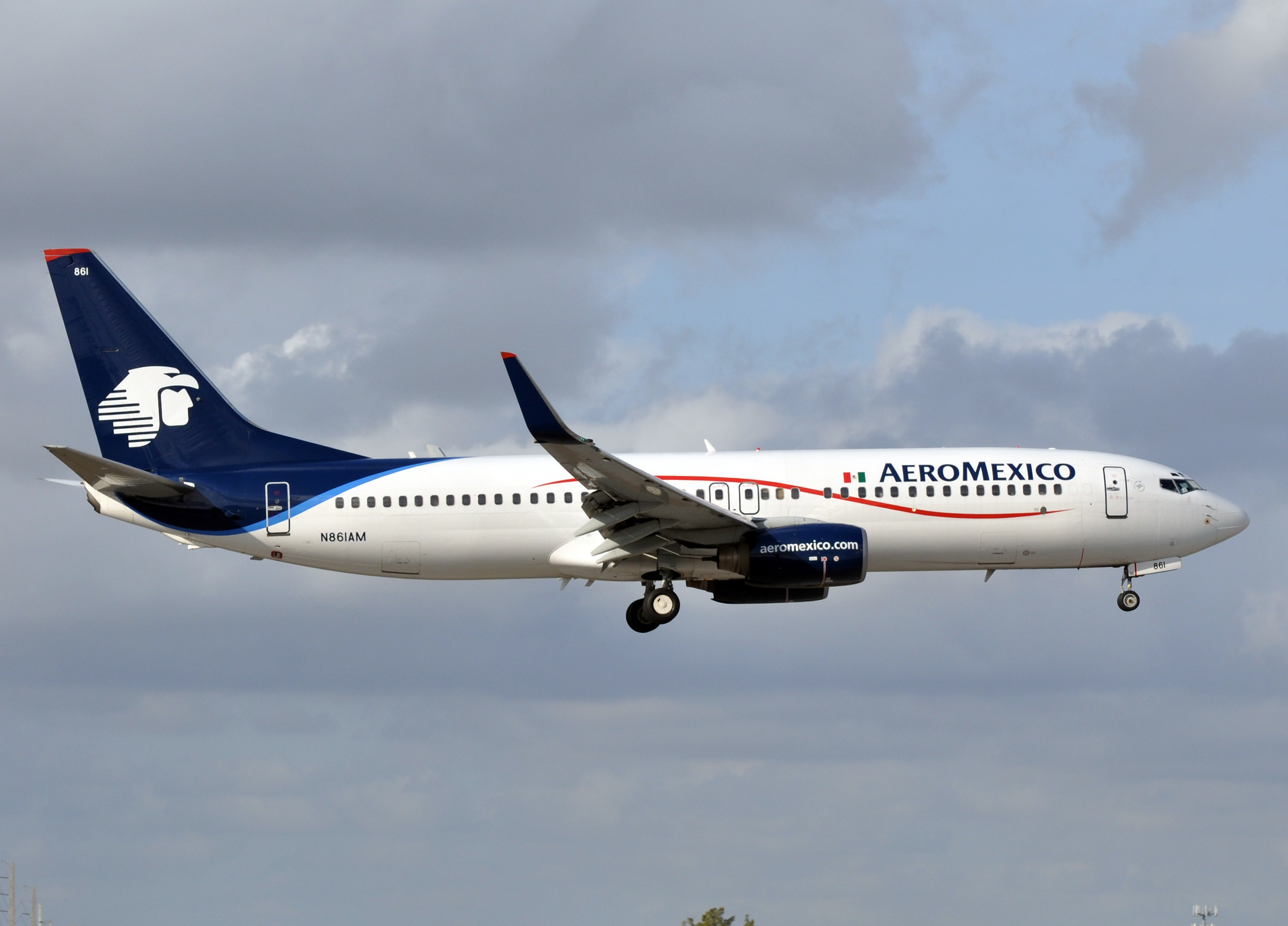
아에로멕시코의 보잉 737-800

## 같이 보기
- 멕시코의 항공사 목록
- 아에로멕시코 커넥트